# Portugal op het Eurovisiesongfestival 2014

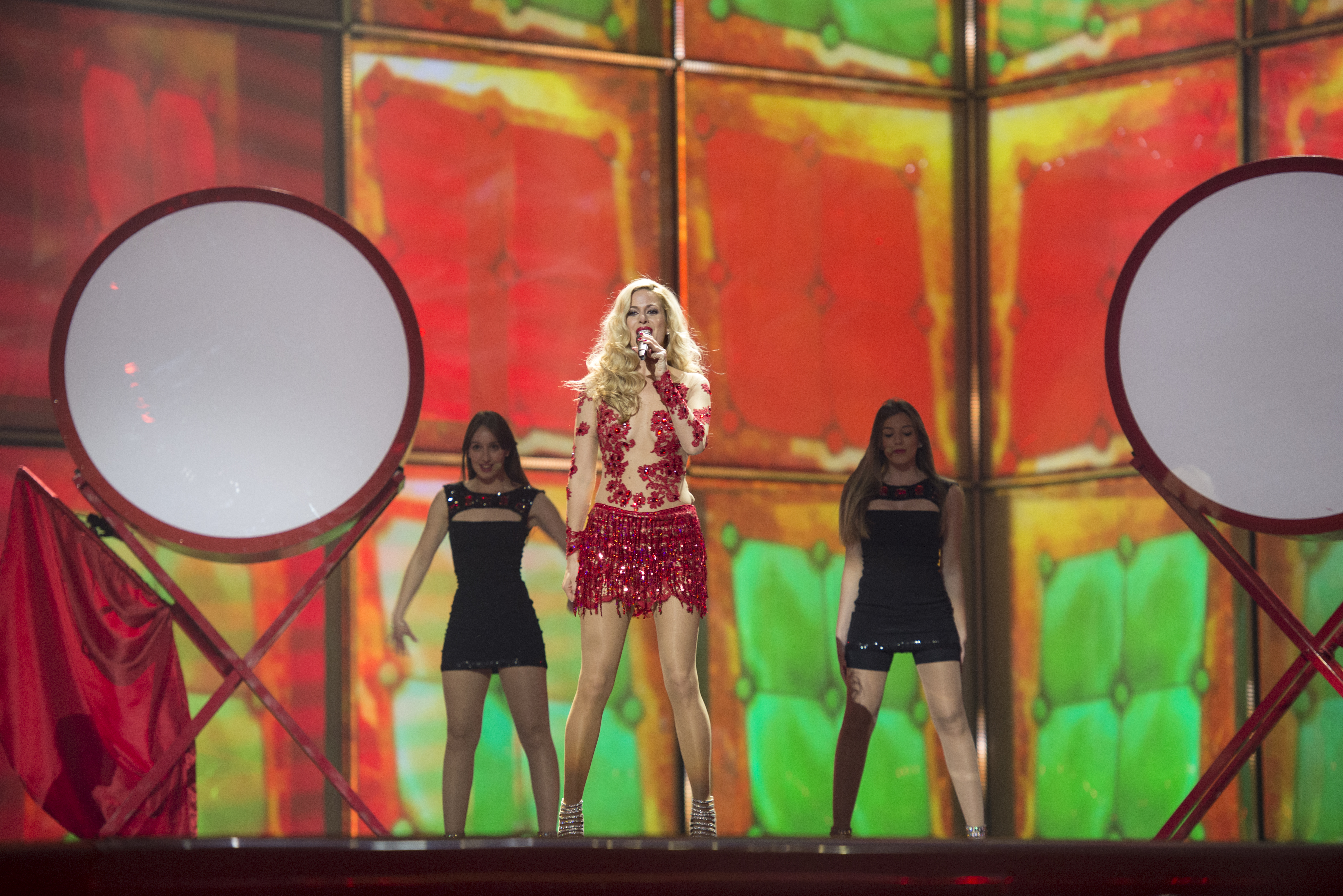
Suzy wist zich niet te plaatsen voor de finale van het Eurovisiesongfestival 2014

Portugal nam deel aan het Eurovisiesongfestival 2014 in Kopenhagen, Denemarken. Het was de 47ste deelname van het land op het Eurovisiesongfestival. De RTP was verantwoordelijk voor de Portugese bijdrage voor de editie van 2014.

## Selectieprocedure
Na in 2013 wegens financiële problemen niet te hebben deelgenomen aan het Eurovisiesongfestival, maakte de nationale openbare omroep op 7 november 2013 bekend dat Portugal in 2014 wel weer van de partij zou zijn. Twee maanden later, op 14 januari 2014, meldde RTP officieel dat het opnieuw van het traditionele Festival da Canção gebruik zou maken om de Portugese act voor het Eurovisiesongfestival te selecteren.
RTP nodigde tien componisten uit, die zelf een nummer mochten schrijven en een gepaste artiest zoeken om dat lied te vertolken. Deze componisten waren Andrej Babić, Emanuel, Hélder Godinho, Jan Van Dijck, João Matos, João Só, Marc Paelinck, Nuno Feist, Tozé Santos en het trio Luís Fernando, Rui Fingers en Ricardo Afonso.
Festival da Canção 2014 bestond uit twee shows. Op 8 maart vond de halve finale plaats, waarin de tien acts aantraden. Vijf van hen mochten door naar de grote finale, die een week later zou plaatsvinden. Nieuw was dat er niet langer werd vastgehouden aan regionale vakjury's: de Portugese act voor Kopenhagen werd uitsluitend via televoting geselecteerd. De keuze van de Portugezen viel uiteindelijk op Suzy. Met het nummer Quero ser tua mocht zij aldus haar vaderland vertegenwoordigen op het negenenvijftigste Eurovisiesongfestival.

## Festival da Canção 2014

### Halve finale
8 maart 2014
| Volgorde | Artiest          | Lied                 |
| -------- | ---------------- | -------------------- |
| 1        | Catarina Pereira | Mea culpa            |
| 2        | Ivo Lucas        | Eu vou               |
| 3        | Zana             | Nas asas da sorte    |
| 4        | Carla Ribeiro    | Mais para dar        |
| 5        | Ricardo Alfonso  | Emoção               |
| 6        | Rui Andrade      | Ao teu encontro      |
| 7        | Lara Afonso      | O teu segredo        |
| 8        | Raquel Guerra    | Sonhos roubados      |
| 9        | Madalena Trabuco | Coração de filigrana |
| 10       | Suzy             | Quero ser tua        |

### Finale
15 maart 2014
| Volgorde | Artiest          | Lied              |
| -------- | ---------------- | ----------------- |
| 1        | Rui Andrade      | Ao teu encontro   |
| 2        | Catarina Pereira | Mea culpa         |
| 3        | Zana             | Nas asas da sorte |
| 4        | Raquel Guerra    | Sonhos roubados   |
| 5        | Suzy             | Quero ser tua     |

## In Kopenhagen
Portugal moest in Kopenhagen eerst aantreden in de eerste halve finale, op dinsdag 6 mei. Suzy trad als dertiende van zestien acts aan, na Valentina Monetta uit San Marino en net voor The Common Linnets uit Nederland. Bij het openen van de enveloppen bleek dat Portugal zich niet had weten te plaatsen voor de finale. Na afloop van de finale werd duidelijk dat Suzy op de elfde plaats was geëindigd in de eerste halve finale, met 39 punten.
1964 · 1965 · 1966 · 1967 · 1968 · 1969 · 1970 · 1971 · 1972 · 1973 · 1974 · 1975 · 1976 · 1977 · 1978 · 1979 · 1980 · 1981 · 1982 · 1983 · 1984 · 1985 · 1986 · 1987 · 1988 · 1989 · 1990 · 1991 · 1992 · 1993 · 1994 · 1995 · 1996 · 1997 · 1998 · 1999 · 2000 · 2001 · 2002 · 2003 · 2004 · 2005 · 2006 · 2007 · 2008 · 2009 · 2010 · 2011 · 2012 · 2013 · 2014 · 2015 · 2016 · 2017 · 2018 · 2019 · 2020 · 2021 · 2022 · 2023 · 2024 · 2025
Albanië · Armenië · Azerbeidzjan · België · Denemarken · Duitsland · Estland · Finland · Frankrijk · Georgië · Griekenland · Hongarije · Ierland · IJsland · Israël · Italië · Letland · Litouwen · Macedonië · Malta · Moldavië · Montenegro · Nederland · Noorwegen · Oekraïne · Oostenrijk · Polen · Portugal · Roemenië · Rusland · San Marino · Slovenië · Spanje · Verenigd Koninkrijk · Wit-Rusland · Zweden · Zwitserland